# Trathala clara
Trathala clara är en stekelart som beskrevs av Dasch 1979. Trathala clara ingår i släktet Trathala och familjen brokparasitsteklar. Inga underarter finns listade i Catalogue of Life.